# Circuito de karts

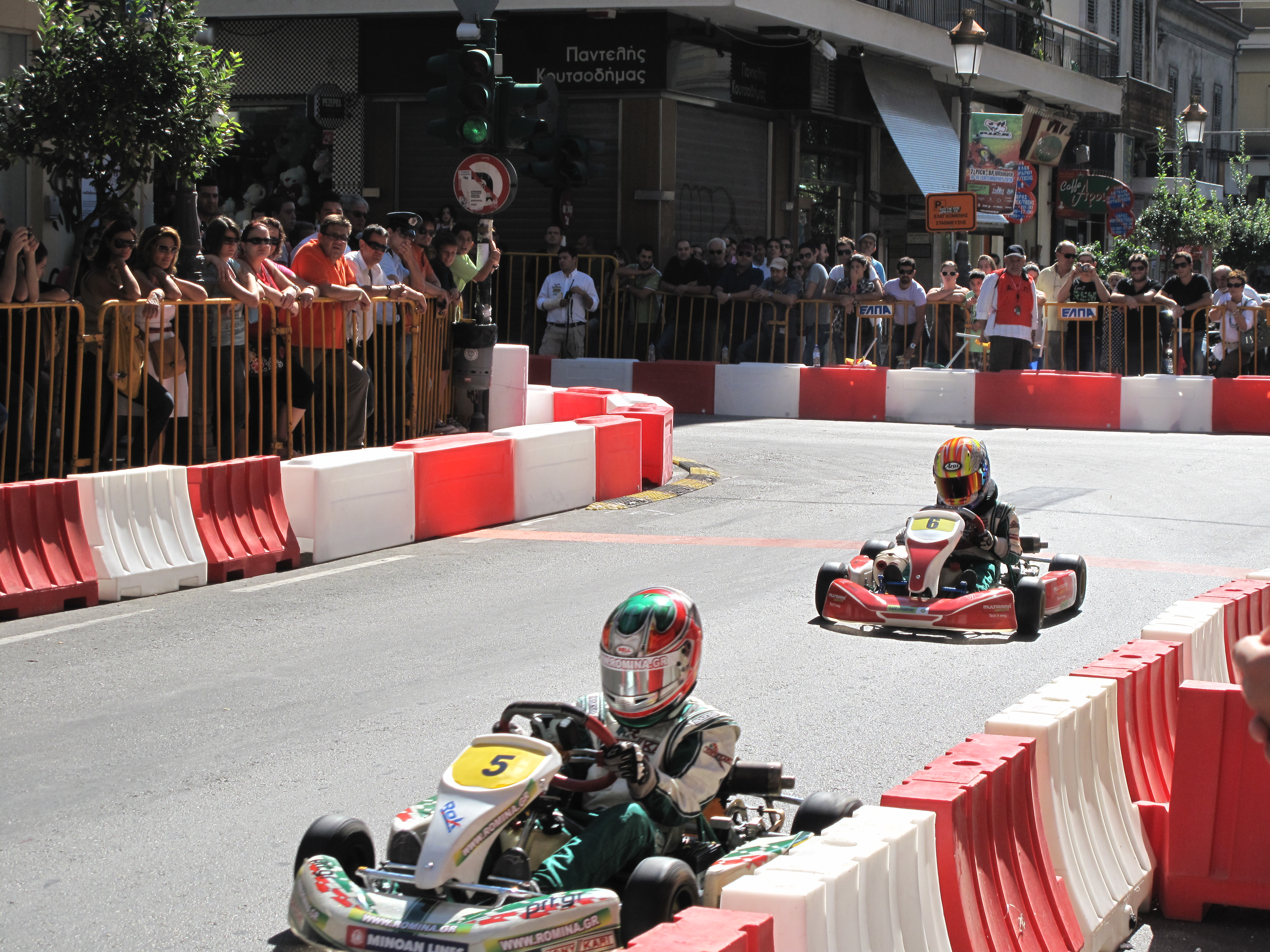
Circuito temporal por las calles de Patras.

Un circuito de karts, circuito de karting o kartódromo es una pista de carreras diseñada para carreras de karts u otras formas de carreras de motor de corta duración, como carreras de motos a pequeña escala, carreras de minimotos o carreras de modelos radiocontrolados. Existen varios tipos de circuito de karts, dependiendo del tipo de uso que se desee.
A diferencia de las pistas de carreras normales destinadas a carreras de autos u otras formas de deportes de motor, los circuitos de karts suelen ser mucho más cortos, más estrechos y contienen numerosas curvas o curvas.
El karting es internacional y la mayoría de los países tienen circuitos de carreras específicos para karts.

## Tipos de circuito

### Circuito corto
Se define cortocircuito como un circuito al aire libre de menos de 1.500 metros de longitud.
La longitud media de una pista de carreras de karts seria de entre 1.100 y 1.200 metros y de 7 a 9 metros de ancho. Normalmente construidos a medida para karting, se parecen a los circuitos de carretera, con giros a la izquierda y a la derecha. Generalmente permiten carreras de velocidad tanto para karts con caja de cambios como sin caja de cambios.
Se pueden montar circuitos temporales en calles de la ciudad o en grandes aparcamientos para eventos especiales. Este es el caso de la Junior Monaco Kart Cup, un prestigioso evento para jóvenes pilotos que se celebra cada año en la ciudad de Mónaco, y del SKUSA SuperNationals, que se celebra en Las Vegas en el Rio All Suite Hotel and Casino . 

### Circuito largo
Se define circuito largo como aquel que es un circuito al aire libre de más de 1.500 m de longitud.  Normalmente se comparten con otros deportes de motor y sólo tienen carreras de karts con caja de cambios.
En este tipo de eventos los karts (Superkart) alcanzan velocidades superiores a 250 kilómetros por hora.

### Pista cubierta

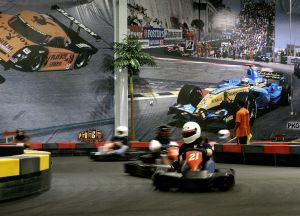
Pista cubierta en Florida

Normalmente, para los corredores ocasionales, los circuitos interiores pueden estar en cualquier espacio cerrado (a menudo antiguas fábricas ), a veces con una sección corta al aire libre para añadir interés. Normalmente cuentan con su propia flota de Go-karts o micro karts, elegidos más por economía que por pura velocidad. 
En Europa, el karting bajo techo es el lugar donde la mayoría de la gente probará su primera vez en un kart. El karting bajo techo explotó en todo el Reino Unido en la década de 1990 y tuvo un impacto similar en países europeos como Francia y Bélgica. Ha tenido un impacto menor en Estados Unidos. El karting bajo techo todavía ofrece una experiencia competitiva para corredores de todos los niveles.
El circuito cubierto más largo del mundo, el Highway Kart Racing GmbH, de 1.600 metros, se encuentra en Dortmund, Alemania. 

### Otros
En esta categoría entran las pistas de tierra, las pistas ovaladas y las pistas de hielo.